# موزه هنر های
موزه هنر های (انگلیسی: High Museum of Art) (در محاوره دِ‌های)، که در آتلانتا قرار دارد، موزه‌ای برجسته در جنوب‌شرقی ایالات متحده آمریکا است. موزه‌های بخشی از مرکز هنری وودراف است. در سال ۲۰۱۰ ۵۰۹٬۰۰۰ بازدیدکننده داشت و در رتبه ۵۹ بازدید از موزه‌های هنری قرار گرفت.